# Stade Robert Diochon

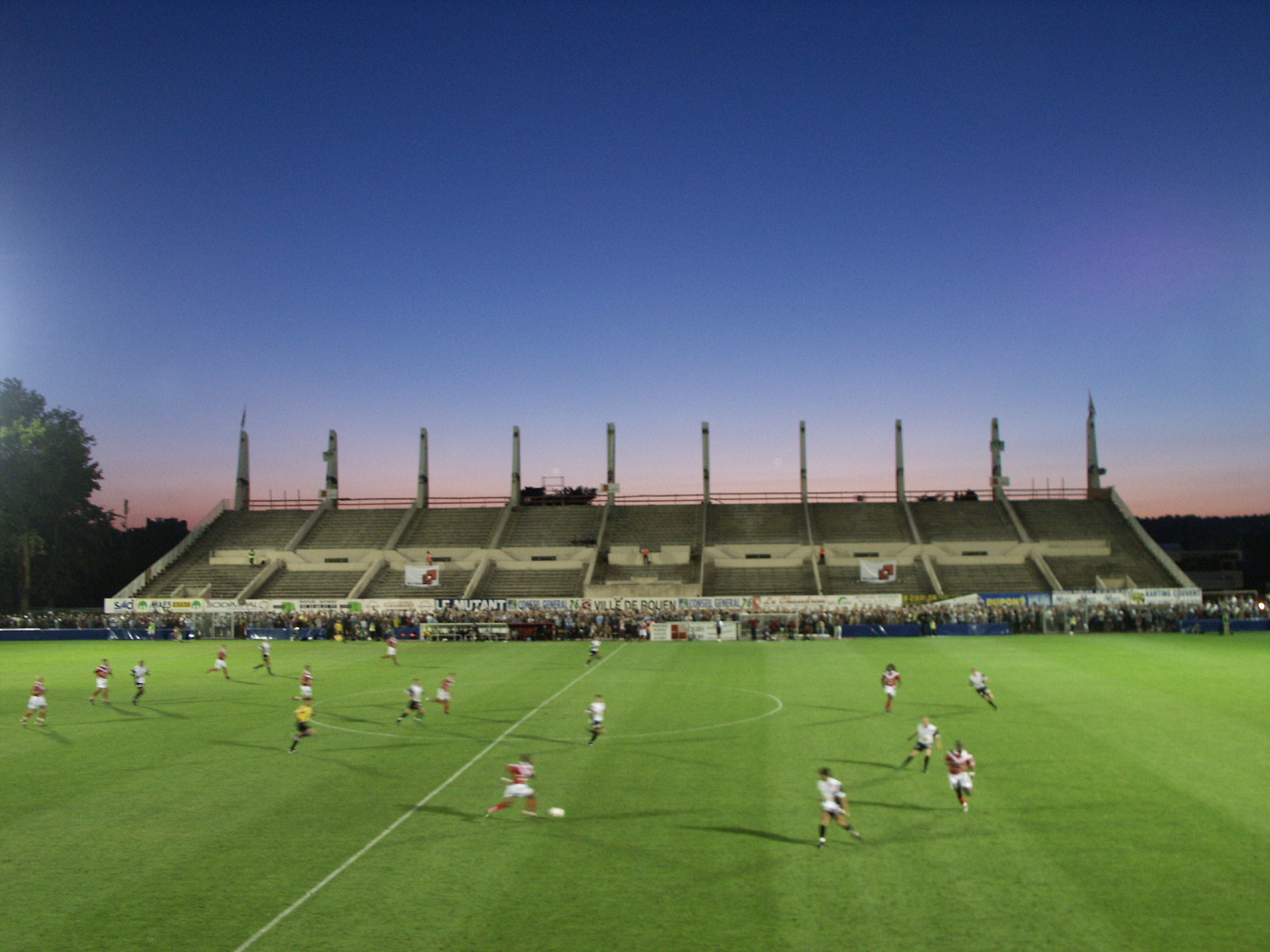
Das Stade Robert Diochon während der Renovierung im Juni 2002

Das Stade Robert Diochon ist ein Fußballstadion in der französischen Stadt Le Petit-Quevilly bei Rouen im Département Seine-Maritime in der Region Normandie.

## Geschichte
Die Anlage wurde 1917 eröffnet und ist die sportliche Heimat des FC Rouen. 1953 benannte man die Spielstätte zu Ehren von Robert Diochon um. Er war Mitbegründer und Mannschaftskapitän des Vereins. Von 1906 bis 1907 und von 1908 bis 1953 war er 47 Jahre der Präsident des FC Rouen.
Gegenwärtig bietet das Stadion 12.018 Plätze. Der Besucherrekord wurde am 10. April 1977 im Spiel FC Rouen gegen den AS Saint-Étienne (1:1) im Achtelfinale des französischen Pokals 1976/77 mit 23.532 Zuschauern aufgestellt. Aufgrund neuer Sicherheitsbestimmungen in der Saison 2003/04 mussten die Tribünen hinter den Toren abgerissen und durch Stahlrohrtribünen ersetzt werden.
Der US Quevilly trägt seine Heimspiele im Stade Robert Diochon aus, da das Stade Amable-et-Micheline-Lozai nicht den Anforderungen der Ligue 2 entspricht.

## Länderspiele
- 5. Apr. 1920:  Frankreich –  England 0:5
- 8. Apr. 1970:  Frankreich –  Bulgarien 1:1
- 6. Feb. 2007:  Elfenbeinküste –  Guinea 1:0